# Festival kulture Rusina Crvena ruža
Festival kulture Rusina Crvena ruža je glazbena i folklorna manifestacija koja se održava u selu Ruskom Krsturu, autonomna pokrajina Vojvodina, Republika Srbija.
Festival je utemeljen 1962.
Festival promiče glazbeno i folklorno stvarateljstvo nacionalne manjine Rusina.

## Vanjske poveznice
- (srp.) Zavod za kulturu Vojvodine[neaktivna poveznica] Festival kulture Rusina "Crvena ruža", Ruski Krstur